# Palo del Colle
Palo del Colle est une commune d'environ 21 200 habitants située dans la ville métropolitaine de Bari, dans la région des Pouilles, dans le Sud de l'Italie.

## Étymologie
L'origine du nom de Palo del Colle viendrait de sa situation géographique. Construite sur une colline considérée comme sacrée, parce que, selon la légende, Hercule y aurait remporté une bataille, la ville tirerait son nom du grec Palaion, qui signifie « combat victorieux ». Les habitants ont donc été appelés les « Palionnenses », ce qui donna en latin « Palium », transformé en italien moderne en « Palo ».

## Géographie
Palo del Colle se trouve à l'intérieur des terres, à une quinzaine de kilomètres de Bari, la capitale provinciale. Elle a été construite sur une colline - c'est de là qu'elle tire son nom, que l'on peut traduire littéralement par « Polle sur la colline » - située à une altitude de 177 mètres. Cette colline domine un vaste territoire plat, qui s'étend jusqu'à la côte. Cette position géographique en faisait un site idéal sur le plan militaire, car facile à défendre.

## Histoire
Les origines de Palo del Colle sont très anciennes et remontent probablement aux VIe-Ve siècle av. J.-C. On peut supposer, sans grand risque d'erreur, qu'il y avait sur ce site une structure civile organisée à l'époque de la Grande Grèce, comme en témoignent les monnaies et vases grecs de l'antique Taras (auj. Tarente - la capitale de la colonie fondée par des colons de Sparte - qui y ont été découverts. Il s'agit probablement de l'antique cité de Palio, dont les habitants sont évoqués dans un passage de Pline l'Ancien, premier document certain attestant de l'ancienneté de la cité. Pline affirme que les habitants de Palio sont d'origine grecque.
Palo del Colle devint le centre d'une colonie grecque en raison de sa situation stratégique idéale, dominant une vaste plaine. Cette position explique également, plus tard, l'attitude prudente des Romains à l'égard de la cité. Si l'on en croit toujours Pline, Palo del Colle fut considérée comme une municipalité par les Romains, c'est-à-dire que ses habitants étaient considérés comme citoyens romains, mais ceux-ci la laissèrent s'administrer elle-même, parce qu'elle aurait été trop difficile à conquérir !

## Administration
| Période                                  | Période  | Identité            | Étiquette       | Qualité |
| ---------------------------------------- | -------- | ------------------- | --------------- | ------- |
| 30 mai 2006                              | En cours | Luigi Rosario Viola | Centro-Sinistra |         |
| Les données manquantes sont à compléter. |          |                     |                 |         |

### Hameaux
Auricarro

### Communes limitrophes
Binetto, Bitetto, Bitonto, Toritto

## Monuments et patrimoine
- Place centrale

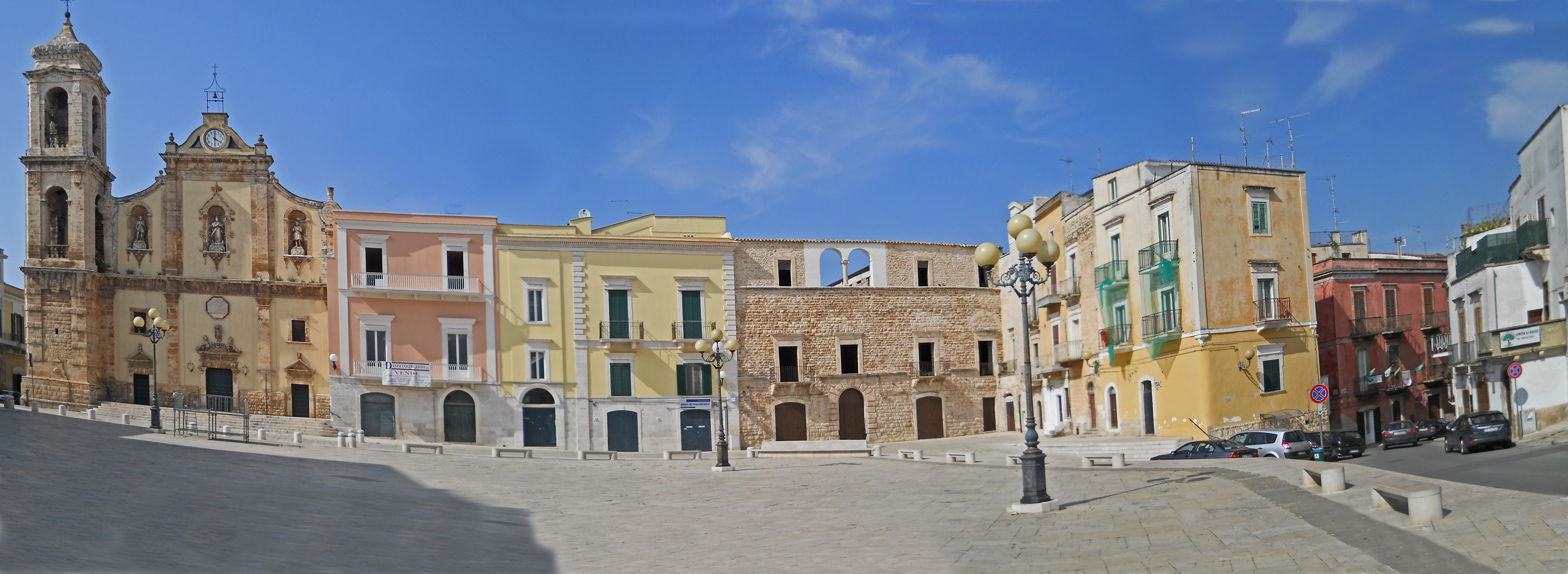
Palo del Colle

- L'Église du Purgatoire, construite de 1669 à 1673 (la façade a été achevée en 1708), exemplaire par la sobriété de son style baroque ;
- L'église du Crucifix

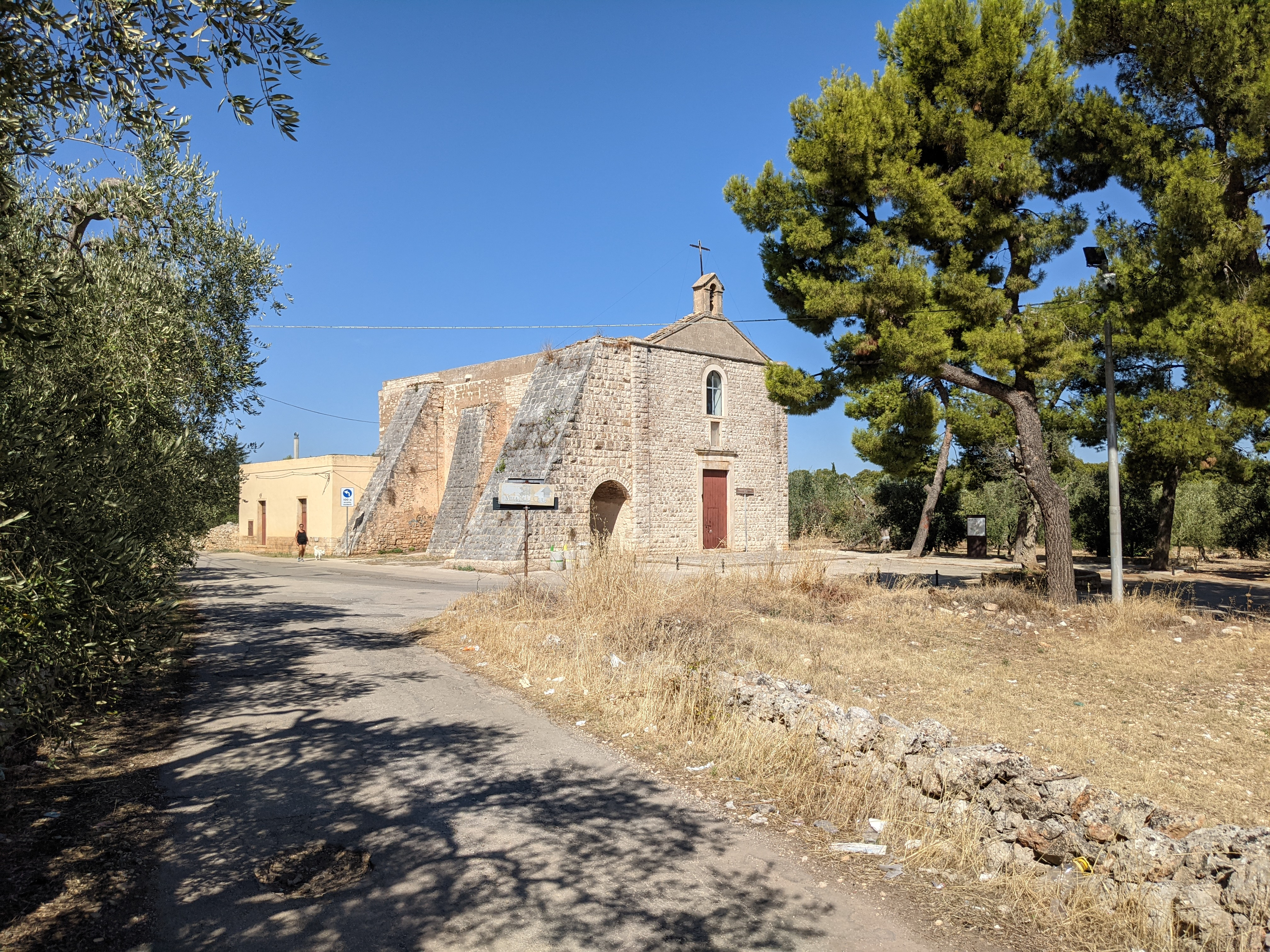
Chiesa del Crocifisso

- Le Palais du Prince Filomarino, édifice monumental de style néo-classique, édifié au début du XVIIIe siècle pour le Prince Gianbattista Filomarino di Rocca d’Aspide ;
- Le Palais delle Mura (Palazzo delle Mura), sur la place Santa Croce, datant du XVe siècle ;
- Le Palais Ricchioni (Palazzo Ricchioni) ;
- L'Institut polytechnique de l'Université de Bari, dans le relevé qu'il a effectué des cabanes à degrés en pierres sèches de la ville métropolitaine de Bari, signale un pagliaro (pailler) à Palo del Colle, à quatre degrés. Il y en a d'autres à Bitonto, Giovinazzo et Terlizzi.

## Personnalités liées à la commune
- Bona Sforza (la reine de Palo del Colle) (1494-1557), fille du duc de Milan Jean Galéas II Sforza et d'Isabelle d'Aragon.
- Santa Scorese (1968-1991), dont la cause de béatification a été introduite au Vatican en 1999.